# Lucy Faithfull, Baroness Faithfull
Lucy Faithfull, Baroness Faithfull, OBE (* 26. Oktober 1910 in Boksburg, Südafrika; † 13. März 1996 in London) war eine britische Politikerin. Seit 1976 war sie als Life Peeress Mitglied des House of Lords.

## Leben

### Familie und Ausbildung
Faithfull wurde in Südafrika, als ältestes Kind und einzige Tochter von Sydney Leigh Faithfull und dessen Ehefrau Elizabeth Adie Algie, geboren. Ihr Vater war Armeeoffizier und als Lieutenant bei den Royal Engineers stationiert; ihre Mutter war Krankenschwester. Ihr Vater starb 1916 im Ersten Weltkrieg bei einem Kampfeinsatz, als sie sechs Jahre alt war. Ihre Mutter kehrte daraufhin mit den zwei Kindern nach Großbritannien zurück. Ihre Mutter fand Arbeit als Hausangestellte. Ihre Beschäftigungsverhältnisse wechselten häufig; die Familie lebte mehrere Jahre ohne festen Wohnsitz und zog mehrfach um. Im Alter von sieben Jahren begann Faithfulls Schulzeit. Sie besuchte die Talbot Heath School, eine Boarding School, in Bournemouth. Ihre Schulzeit empfand Faithfull als schwierig und unglücklich.
Faithfull interessierte sich seit ihrer Jugend für Sozialarbeit. Die Lektüre des Romans North and South der britischen Schriftstellerin Elizabeth Gaskell beeindruckte sie tief. Sie studierte später an der Sorbonne; ihren Studienaufenthalt in Paris finanzierte sie durch ihre Arbeit in einem Kindertagesstätte. 1933 schloss sie an der University of Birmingham mit einem Diplom in Sozialwissenschaften (Social Sciences) ihr Studium ab.

### Berufstätigkeit
Faithfull arbeitete nach ihrem Studium im Bereich der Kinderfürsorge und der Sozialfürsorge in Birmingham. Von 1932 bis 1935 arbeitete sie bei der Wohlfahrts- und Hilfsorganisation Birmingham Settlement als Leiterin von Kinder- und Jugendgruppen (Club Leader) und als Betreuerin und stv. Heimleiterin (Sub-Warden). In dieser Zeit war sie auch als Individualfürsorgerin (Caseworker) und Sozialarbeiterin tätig. Von 1935 bis 1940 war sie als „Assistant Organiser of Child Care“ im Schulamt (Education Department) des London County Council beschäftigt. Von 1940 bis 1948 war sie als „Regional Welfare Officer“ Beamtin im Britischen Gesundheitsministerium (Ministry of Health). Während des Zweiten Weltkriegs betreute sie in dieser Tätigkeit Programme für evakuierte Kinder im Rahmen der Kinderlandverschickung. Sie gewann in dieser Zeit einen tiefen Einblick, welche Auswirkungen die Trennung von den Eltern auf Kinder haben kann. Von 1948 bis 1958 war sie Ministerialrätin (Inspector) in der Abteilung Kinder und Jugend (Children’s Department) im Britischen Innenministerium.
1958 wurde Faithfull Beamtin beim Oxford City Council; zu ihren Zuständigkeiten gehörte insbesondere die Kinder- und Jugendfürsorge. Sie war dort eine der ersten sog. „Children’s Officers“. Diese Tätigkeit übte sie bis 1970 aus. Von 1970 bis 1974 war sie (bis zu ihrem Ruhestand 1974) beim Oxford City Council dann als Leiterin der Abteilung Social Services (Director of Social Services) tätig.
Sie war Treuhänderin (Trustee) zahlreicher Wohltätigkeits- und Freiwilligenorganisationen, unter anderem der Caldecott Community und der Bessels Leigh Schools. Sie war bis zu ihrem Tod im Jahr 1996 Vize-Präsidentin (Vice-President) der National Association of Voluntary Hostels (seit 1978) und seit 1989 Vize-Präsidentin von Barnardo’s, einer britischen Wohltätigkeitsorganisation für Kinder und Jugendliche. Faithfull unterstützte das National Children’s Bureau; sie war dort seit 1984 Präsidentin (President).
1993 gründete sie die Lucy Faithfull Foundation, eine Hilfsorganisation für sexuell missbrauchte Kinder und deren Familien. Zu den Tätigkeitsfeldern der Organisation gehört aber auch die Arbeit mit jugendlichen Sexualstraftätern. Ziel der Organisation ist eine Prävention von Sexualstraftaten in Zusammenarbeit mit früheren Sexualstraftätern.
2010 erschien eine Biografie über Faithfull; sie trägt den Titel Lucy Faithfull: Mother to Hundreds.

## Mitgliedschaft im House of Lords
Am 26. Januar 1976 wurde Faithfull zum Life Peer ernannt und wurde Mitglied des House of Lords; sie trug den Titel Baroness Faithfull, of Wolvercote in the County of Oxfordshire. Im House of Lords saß sie für die Conservative Party. Faithfull war von Margaret Thatcher für einen Sitz im House of Lords vorgeschlagen worden; sie nahm das Angebot, von dem sie durch einen Telefonanruf Thatchers erfuhr, nach anfänglicher Ablehnung schließlich an.
Ihre Antrittsrede hielt sie am 10. März 1976. Sie sprach in einer Debatte zur Steuerpolitik. Im Hansard sind Wortbeiträge Faithfulls im House of Lords aus den Jahren von 1976 bis 1996 dokumentiert. Am 11. März 1996 meldete sie sich in der Debatte zur Family Law Bill letztmals zu Wort.
Im House of Lords setzte sie sich insbesondere für die Rechte von Kindern und Jugendlichen ein. Ihre eigenen Kindheitserfahrungen waren von entscheidendem Einfluss auf ihr späteres Engagement für die Rechte von Kindern und Jugendlichen. Sie war aufgrund ihrer eigenen Erfahrungen der Ansicht, dass Kinder die Eltern oder Ersatzpersonen, die die Elternrolle übernehmen, benötigten, um sich emotional voll entwickeln zu können. Sie setzte sich für eine Reform des Jugendstrafrechts ein; sie versuchte die Brutalität des Strafvollzugs für jugendliche Straftätern im britischen Justizsystem zu mildern. Sie war eine Befürworterin der sog. „Children’s Panels“. Sie unterstützte daher den Prosecution of Offences Act 1985, der ähnliche Reformen vorsah. Es gelang ihr, die Mehrzahl der Crossbencher-Peers, die Law Lords und die Bischöfe im House of Lords zu bewegen, für den Gesetzesentwurf zu votieren.
Im House of Lords war sie außerdem entscheidend an der Verabschiedung des Children Act 1989 beteiligt. Es gelang ihr erneut, die Mehrzahl der Crossbencher-Peers davon zu überzeugen, für den Childrens Act zu stimmen. Sie initiierte und baute die All Party Parliamentary Group for Children, eine überparteiliche Parlamentariergruppe, auf; seit 1995 war sie deren Vorsitzende.
Sie war eine leidenschaftliche Gegnerin der durch den britischen Innenminister Michael Howard eingebrachten Criminal Justice and Public Order Bill 1994. Dieses Gesetz schlug die Einführung von sicheren und bewachten „Training Centres“ für jugendliche Straftäter im Alter von 12 bis 14 Jahren auf dem Gelände von Gefängnissen für Erwachsene vor. Faithfull erklärte, das Einsperren von Kindern sei ineffektiv. Man solle die hohen Kosten für die Einführung solcher Trainings-Center lieber in Aufklärungsarbeit und frühzeitige Unterstützungsleistungen für Familien investieren.

## Auszeichnungen
Faithfull erhielt zahlreiche Auszeichnungen und Ehrungen. In der jährlichen New Year’s Honours-Liste wurde sie 1972 zum Officer des Order of the British Empire ernannt. 1978 erhielt sie die Ehrendoktorwürde (Honorary Doctor of Letters) der University of Warwick. 1995 erhielt sie die Ehrendoktorwürde der Oxford Brookes University. 1992 wurde sie zum Honorary Fellow des St Hilda’s College der Universität Oxford ernannt.

## Privates
Faithfull war unverheiratet. Sie starb im St Thomas’s Hospital in London an den Folgen eines Schlaganfalls. Ihr Leichnam wurde im Oxford Crematorium in Headington, einem Vorort von Oxford, in Oxfordshire, England, eingeäschert.